# تمارين رياضية حرة

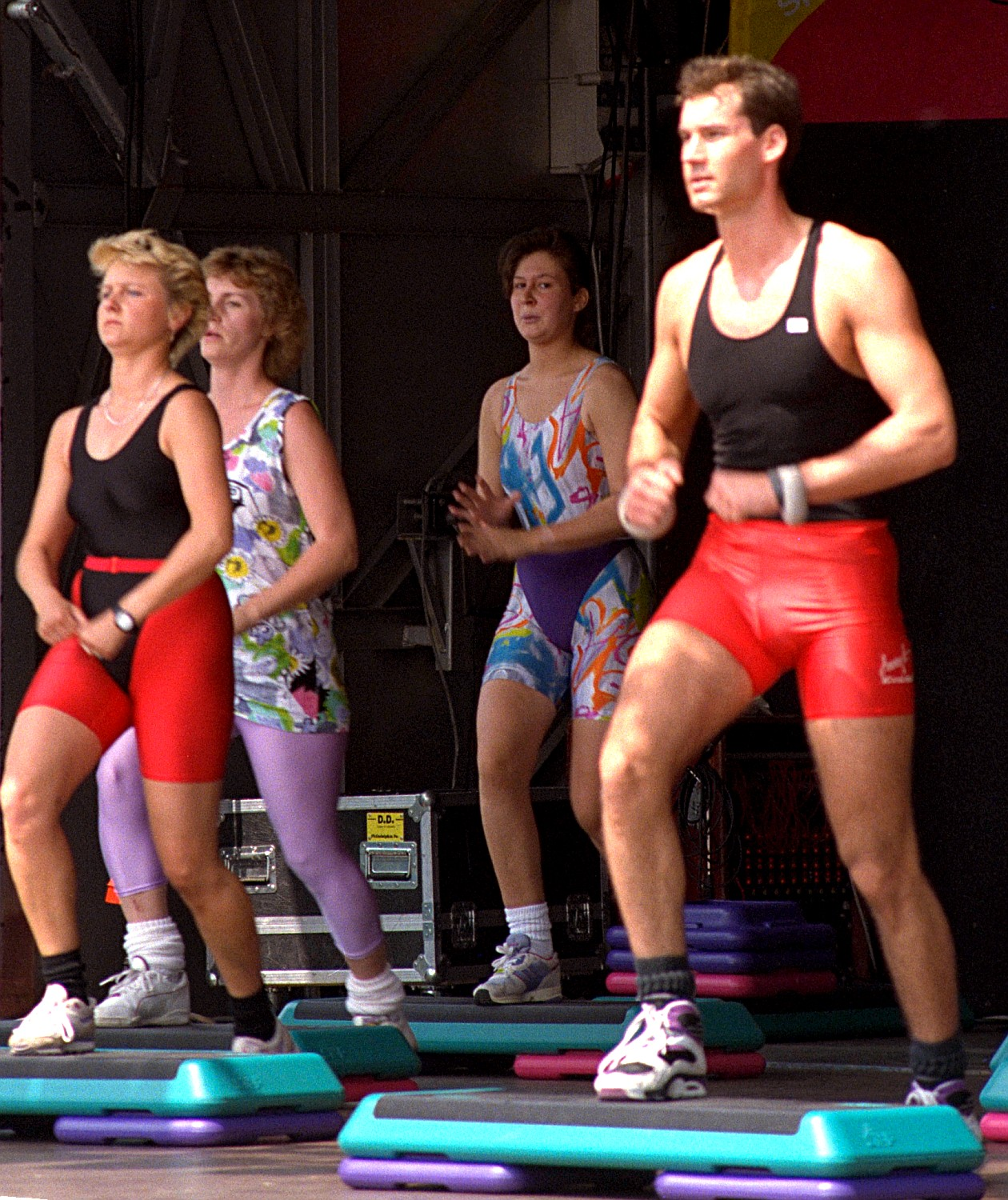

التمارين الرياضية الحرة (بالإنجليزية: Freestyle aerobics)‏ هي أسلوب التمارين الرياضية التي يقوم بها مجموعة من اللاعبين، يصمم رقصاتهم مدرّب الرقص، وتتكون الرّقصة من عدّة حركات قصيرة يعلّمهم أيّاها معلّم الرّقص.
عادة ما يتحقق هذا عن طريق تدريس المجموعة 1-2 حركة في وقت واحد وتتكرّر هذه الحركات حتى تكون المجموعة قادرة على الانضمام إلى الرّقصة كلها معا. وتستخدم الموسيقى الهوائية خلال الرقصة.
أحياناً يلي ذلك فقرة القوة التي تستخدم تمارين وزن الجسم لتقوية العضلات وتمرين التمدّد للتهدئة وزيادة المرونة.
الحصّة عادة ما تكون من 30-60 دقيقة، ويمكن أن تشمل استخدام معدات مثل الأثقال، خطوات هوائية، أو الأوزان الصغيرة.
في التمارين الرياضية الحرّة، يصمم مدرّب الرّقصات الروتين ويكيّفه مع احتياجات ومتطلّبات الحصّة.
غالبا لا يكون هناك أي فرق بين الحركات الأساسية في التمارين الحرّة والبرامج التمهيدية.

## تحسين التفكير
غالبا ما يكون الأشخاص الذين يمارسون التمارين الروتينية في الصباح أكثر فعالية في وظائفهم، بحيث تساعد في تحسين الدورة الدموية إلى الدماغ، بطريقة تسرع فيها من عملية التفكير، وتفتح العقل ليحل أكثر المشاكل صعوبة...
تمارس هذه الرّياضة لتحسين اللياقة البدنية والمرونة والقوة.

## اقرأ أيضا
- عتبة اللاكتات
- لاكتات